# Michal

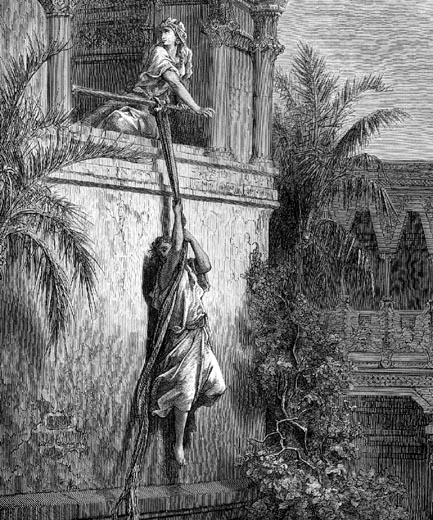
Michal hilft David bei der Flucht (Gustave Doré, 1865)

Michal (hebräisch מִיכַל) ist eine im Tanach, der hebräischen Bibel, erwähnte Frau. Sie war die jüngste Tochter des israelitischen Königs Saul. Sie verliebte sich in den Schafhirten David, bald nachdem er den Goliat getötet hatte.
Saul willigte nur mit Widerwillen ein, da er wusste, dass das Volk zu David hielt, und er bereits beschlossen hatte, David zu töten. Darum befahl er David, als Brautpreis die Vorhäute von 100 toten Philistern zu bringen, in der Hoffnung, David würde bei der Aktion getötet. David jedoch erfüllte die ihm gestellte Aufgabe, brachte sogar 200 an Stelle der 100 verlangten Vorhäute, und heiratete Michal.
Doch Sauls Hass auf David wuchs. Nachdem er seinen Schwiegersohn beinahe mit einem Speer getötet hatte und dieser zu Michal geflohen war, befahl Saul seinen Soldaten, zu Davids Haus zu gehen und diesen zu holen. Doch Michal erfuhr von dem Mordkommando und half ihrem Ehemann, indem sie ihn nachts mit einem Strick aus dem Fenster abseilte und ein Götzenbild im Bett versteckte. Die Soldaten entdeckten das Götzenbild, das zusätzlich mit einem Ziegenfell als Haar drapiert war, um die Illusion zu verstärken. Als Michal jedoch vor Saul stand und dieser eine Erklärung verlangte, log sie ihren Vater an und behauptete, David hätte sie mit dem Tod bedroht, wenn sie ihn nicht gehen ließe.
Die Ehe Michals mit David wurde bald darauf von Saul annulliert. Sie selbst wurde einem Mann namens Paltiël aus dem kleinen Ort Gallim zur Frau gegeben. Einige Jahre später – David hatte eine Armee hinter sich – ließ David Michal holen und zu sich zurückbringen. Allerdings hatte Michal begonnen, David zu verachten, wenn nicht sogar, ihn zu hassen. Dies zeigte sich nur wenige Jahre später.
Michal war mit David nach Jerusalem gezogen, der bald darauf auch die Bundeslade in die neue Hauptstadt brachte. Michal beobachtete die Prozession vom Fenster aus und war entsetzt, als sie David sah, der laut der Erzählung des Alten Testaments nur mit einem Efod bekleidet vor der Bundeslade herumtanzte. Als David Michal am Abend aufsuchte, verachtete sie ihn.

„Wie herrlich ist heute der König von Israel gewesen, als er sich vor den Mägden seiner Männer entblößt hat, wie sich die losen Leute entblößen!“

David jedoch entgegnete:

„Ich will vor dem Herrn tanzen, der mich erwählt hat vor deinem Vater und vor seinem ganzen Hause, um mich zum Fürsten zu bestellen über das Volk des Herrn, über Israel, und ich will noch geringer werden als jetzt und will niedrig sein in meinen Augen; aber bei den Mägden, von denen du geredet hast, will ich zu Ehren kommen.“

Der Bericht schließt mit dem Hinweis, dass Michal bis zu ihrem Lebensende kinderlos blieb.